# The Story of Light
The Story of Light – szósty koreański album studyjny południowokoreańskiej grupy SHINee. Został wydany w trzech częściach. Pierwszy minialbum miał swoją premierę 28 maja, wraz z teledyskiem do głównego singla „Good Evening” (kor. 데리러 가 (Good Evening)). Drugi minialbum ukazał się 11 czerwca 2018 roku, wraz z teledyskiem do głównego singla „I Want You”, a trzeci 25 czerwca razem z teledyskiem do singla „Our Page”.
Było to pierwsze wydawnictwo w czteroosobowym składzie, po śmierci Jonghyuna.
Część pierwsza sprzedała się w liczbie 109 855 egzemplarzy, część druga – w liczbie 92 646 egzemplarzy, a trzecia – w liczbie 86 389 egzemplarzy.

## Kompozycja
„Good Evening” (kor. 데리러 가 (Good Evening)) oddaje klimat gatunku deep house i przypomina hit zespołu z 2015 roku „View”, ale w odróżnieniu od tej piosenki ma bardziej klasyczne brzmienie R&B i zawiera w swojej melodii klasyczną piosenkę „Cupid” zespołu 112. Główny kawałek drugiej części „I Want You” to tropikalny house, który oferuje bardziej energetyczną atmosferę niż jego poprzednia piosenka. Głównym singlem trzeciej części albumu jest utwór „Our Page” (kor. 네가 남겨둔 말 (Our Page)) i został opisywany jako piosenka R&B o średnim tempie, która jest przeciwieństwem utworów z wcześniej wydanych części. Piosenka ta została napisana przez członków Shinee i autorki piosenek Kenzie. Onew, Taemin, Key i Minho brali udział w pisaniu tekstów z myślą o Jonghyunie. Specjalny utwór „Lock You Down”" zawiera również wokal Jonghyuna.

## Lista utworów

### 'The Story of Light' EP.1
| CD | CD                                                                       | CD                        | CD | CD                                                     | CD      |
| Nr | Tytuł utworu                                                             | Tekst                     | Kompozycja | Aranżacja                                              | Długość |
| -- | ------------------------------------------------------------------------ | ------------------------- | --- | ------------------------------------------------------ | ------- |
| 1. | „All Day All Night”                                                      | Kenzie                    | Delly Boi(Joombas), Davey Nate (Joombas), Peter Tambakis                                                                                                 | Delly Boi (Joombas)                                    | 3:19    |
| 2. | „Good Evening” (kor. 데리러 가 (Good Evening) Derireo ga (Good Evening)) | Jo Yoon-kyung, Minho, Key | Chaz Mishan, David Delazyn, Bryan Jackson, Arnold Hennings, Daron Jones, Michael Keith, Quinnes Parker, Marvin Scandrick, Courtney Sills, Yoo, Young Jin | The Fliptones                                          | 3:43    |
| 3. | „Undercover”                                                             | Seo Ji-eum                | DEEZ, Andrew Choi, Alexander Karlsson, Alexej Viktorovitch                                                                                               | JeL                                                    | 3:10    |
| 4. | „Jump”                                                                   | Hwang Yoo-bin             | WayBetta, Curtis Richa, Charlie Brown, Jerome Williams                                                                                                   | WayBetta, Curtis Richa, Charlie Brown, Jerome Williams | 3:44    |
| 5. | „You & I” (kor. 안녕 (You & I) Annyeong (You & I))                       | Key                       | Choi Jin-seok, Ronny Svendsen, Anne Judith Stokke Wik, Nermin Harambasic, Moa Anna Carlebecker Forsell, Martin Mullholland                               | Choi Jin-seok                                          | 3:04    |
| 6. | „Good Evening” (kor. 데리러 가 (Good Evening) (Inst.) (iTunes only)      | Jo Yoon-kyung, Minho, Key | Chaz Mishan, David Delazyn, Bryan Jackson, Arnold Hennings, Daron Jones, Michael Keith, Quinnes Parker, Marvin Scandrick, Courtney Sills, Yoo, Young Jin | The Fliptones                                          | 3:43    |

### 'The Story of Light' EP.2
| CD | CD                                                                                | CD                   | CD | CD                             | CD      |
| Nr | Tytuł utworu                                                                      | Tekst                | Kompozycja                                                                                                   | Aranżacja                      | Długość |
| -- | --------------------------------------------------------------------------------- | -------------------- | --- | ------------------------------ | ------- |
| 1. | „I Want You”                                                                      | Jeong Ju-hee         | Mike Woods, Kevin White, Andrew Bazzi, MZMC, ESNA, Tay Jasper, Yoo, Young Jin                                | Rice N' Peas                   | 3:05    |
| 2. | „Chemistry”                                                                       | Cho Yun-kyung, Minho | Andrew Choi, DEEZ, YUNSU                                                                                     | DEEZ, YUNSU                    | 3:36    |
| 3. | „Electric”                                                                        | Hwang Yu-bin         | G'harah "PK" Degeddingseze of 80hdmuzic, Jamie Jones, Matt Wong, Jarah Gibson, Hannah Asres, Victor Portillo | Jamie Jones, Matt Wong         | 3:24    |
| 4. | „Drive”                                                                           | Goo Tae-woo          | Gannin Arnold, Andy Delos Santos                                                                             | Gannin Arnold                  | 3:09    |
| 5. | „Who Waits for Love” (kor. 독감 (Who Waits for Love) Dokkam (Who Waits for Love)) | Seo Ji-eum, Deepflow | Hyuk Shin, Ross Lara (Joombas), Dave Cook, JJ Evans (Joombas), Jeff Lewis                                    | Ross Lara (Joombas), Dave Cook | 3:51    |
| 6. | „I Want You” (Inst.) (iTunes only)                                                | Jeong Ju-hee         | Mike Woods, Kevin White, Andrew Bazzi, MZMC, ESNA, Tay Jasper, Yoo, Young Jin                                | Rice N' Peas                   | 3:05    |

### 'The Story of Light' EP.3
| CD | CD                                                                         | CD                                                                  | CD                                                          | CD                                                  | CD      |
| Nr | Tytuł utworu                                                               | Tekst                                                               | Kompozycja                                                  | Aranżacja                                           | Długość |
| -- | -------------------------------------------------------------------------- | ------------------------------------------------------------------- | ----------------------------------------------------------- | --------------------------------------------------- | ------- |
| 1. | „Our Page” (kor. 네가 남겨둔 말 (Our Page) Nega namkyeodun mal (Our Page)) | SHINee, Kenzie                                                      | Mike Woods, Kevin White, Andrew Bazzi, MZMC, Yoo, Young Jin | Rice N’ Peas                                        | 3:59    |
| 2. | „Tonight”                                                                  | Cho Yun-kyung, MINOS                                                | Hyuk Shin, MRey (Joombas), JJ Evans (Joombas), Jeff Lewis   | Hyuk Shin, MRey (Joombas)                           | 3:51    |
| 3. | „Retro”                                                                    | Cho Yun-kyung                                                       | Andreas Oberg, Simon Petren, Gustav Karlström, DEEZ         | Andreas Oberg, Simon Petren, Gustav Karlström, DEEZ | 3:05    |
| 4. | „I Say”                                                                    | Blue Bus, Gaho, Lee, Ji-eun (Music Cube), Gu Seul-yoon (Music Cube) | Blue Bus, Gaho                                              | Blue Bus, Gaho                                      | 3:10    |
| 5. | „Lock You Down” (Special Track)                                            | Brian Kim, Cho Yun-kyung                                            | The Stereotypes, August Rigo                                | The Stereotypes                                     | 3:17    |
| 6. | „Our Page” (Inst.) (iTunes only)                                           | SHINee, Kenzie                                                      | Mike Woods, Kevin White, Andrew Bazzi, MZMC, Yoo, Young Jin | Rice N’ Peas                                        | 3:59    |

## 'The Story of Light’ Epilogue
10 września 2018 roku album został wydany ponownie, pod tytułem 'The Story of Light' Epilogue. Na płycie znalazły się wcześniej wydane piosenki, a także dodatkowo nowy utwór – główny singel Countless (kor. 셀 수 없는 (Countless)).

### Lista utworów
| CD  | CD                                                                                | CD                                                                  | CD | CD                                                     | CD      |
| Nr  | Tytuł utworu                                                                      | Tekst                                                               | Kompozycja | Aranżacja                                              | Długość |
| --- | --------------------------------------------------------------------------------- | ------------------------------------------------------------------- | --- | ------------------------------------------------------ | ------- |
| 1.  | „All Day All Night”                                                               | Kenzie                                                              | Delly Boi(Joombas), Davey Nate (Joombas), Peter Tambakis                                                                                                 | Delly Boi (Joombas)                                    | 3:19    |
| 2.  | „Countless” (kor. 셀 수 없는 (Countless) Sel su eobsneun (Countless))             |                                                                     | |                                                        | 3:09    |
| 3.  | „Good Evening” (kor. 데리러 가 (Good Evening) Derireo ga (Good Evening))          | Jo Yoon-kyung, Minho, Key                                           | Chaz Mishan, David Delazyn, Bryan Jackson, Arnold Hennings, Daron Jones, Michael Keith, Quinnes Parker, Marvin Scandrick, Courtney Sills, Yoo, Young Jin | The Fliptones                                          | 3:43    |
| 4.  | „Chemistry”                                                                       | Cho Yun-kyung, Minho                                                | Andrew Choi, DEEZ, YUNSU | DEEZ, YUNSU                                            | 3:36    |
| 5.  | „Electric”                                                                        | Hwang Yu-bin                                                        | G'harah "PK" Degeddingseze of 80hdmuzic, Jamie Jones, Matt Wong, Jarah Gibson, Hannah Asres, Victor Portillo                                             | Jamie Jones, Matt Wong                                 | 3:24    |
| 6.  | „Who Waits for Love” (kor. 독감 (Who Waits for Love) Dokkam (Who Waits for Love)) | Seo Ji-eum, Deepflow                                                | Hyuk Shin, Ross Lara (Joombas), Dave Cook, JJ Evans (Joombas), Jeff Lewis                                                                                | Ross Lara (Joombas), Dave Cook                         | 3:51    |
| 7.  | „Our Page” (kor. 네가 남겨둔 말 (Our Page) Nega namkyeodun mal (Our Page))        | SHINee, Kenzie                                                      | Mike Woods, Kevin White, Andrew Bazzi, MZMC, Yoo, Young Jin                                                                                              | Rice N’ Peas                                           | 3:59    |
| 8.  | „I Say”                                                                           | Blue Bus, Gaho, Lee, Ji-eun (Music Cube), Gu Seul-yoon (Music Cube) | Blue Bus, Gaho | Blue Bus, Gaho                                         | 3:10    |
| 9.  | „Retro”                                                                           | Cho Yun-kyung                                                       | Andreas Oberg, Simon Petren, Gustav Karlström, DEEZ | Andreas Oberg, Simon Petren, Gustav Karlström, DEEZ    | 3:05    |
| 10. | „Drive”                                                                           | Goo Tae-woo                                                         | Gannin Arnold, Andy Delos Santos | Gannin Arnold                                          | 3:09    |
| 11. | „I Want You”                                                                      | Jeong Ju-hee                                                        | Mike Woods, Kevin White, Andrew Bazzi, MZMC, ESNA, Tay Jasper, Yoo, Young Jin                                                                            | Rice N' Peas                                           | 3:05    |
| 12. | „Undercover”                                                                      | Seo Ji-eum                                                          | DEEZ, Andrew Choi, Alexander Karlsson, Alexej Viktorovitch                                                                                               | JeL                                                    | 3:10    |
| 13. | „Jump”                                                                            | Hwang Yoo-bin                                                       | WayBetta, Curtis Richa, Charlie Brown, Jerome Williams                                                                                                   | WayBetta, Curtis Richa, Charlie Brown, Jerome Williams | 3:44    |
| 14. | „Tonight”                                                                         | Cho Yun-kyung, MINOS                                                | Hyuk Shin, MRey (Joombas), JJ Evans (Joombas), Jeff Lewis                                                                                                | Hyuk Shin, MRey (Joombas)                              | 3:51    |
| 15. | „You & I” (kor. 안녕 (You & I) Annyeong (You & I))                                | Key                                                                 | Choi Jin-seok, Ronny Svendsen, Anne Judith Stokke Wik, Nermin Harambasic, Moa Anna Carlebecker Forsell, Martin Mullholland                               | Choi Jin-seok                                          | 3:04    |
| 16. | „Lock You Down” (Special Track)                                                   | Brian Kim, Cho Yun-kyung                                            | The Stereotypes, August Rigo | The Stereotypes                                        | 3:17    |